# ナウエル・フェラーレシ
- ナウエル・フェラレシ

ナウエル・アドルフォ・フェラーレシ・エルナンデス  (Nahuel Adolfo Ferraresi Hernández  ,  1998年11月19日 - )は、ベネズエラ・タチラ州サン・クリストバル出身のプロサッカー選手。サンパウロFCに所属している。ポジションはDF。メディアによっては［ナウエル・フェラレシ』と表記されることもある。

## 来歴
1998年にイタリア系アルゼンチン人の父とベネズエラ人の母との間にサン・クリストバルで生まれる。2011年からアルゼンチンに渡り、アルゼンチン・プリメーラ・ディビシオンの各チームのユースチームを渡り歩いた後、2017年にベネズエラに帰国し、デポルティーボ・タチラFCでプロデビューした。その後8月11日にプレミアリーグのマンチェスター・シティFCに移籍が決まった後、シティ・フットボール・グループ傘下のCAトルケへのローン移籍が発表された。
2020年8月14日、モレイレンセFCへのローン移籍が発表された。

## 代表経歴
2017年に2017 FIFA U-20ワールドカップ出場権を賭けた南米ユース選手権のU-20ベネズエラ代表に招集され、本大会出場に貢献。本大会では準々決勝のアメリカ戦でゴールを決めるなど、最終ラインで奮闘し、準優勝に貢献。2018年10月には、アラブ首長国連邦戦で、フル代表デビューを果たした。